# 自業自得
自業自得（じごうじとく）は、サンスクリット語からの仏教用語。

## 概要
自らが行った行為からは、それによる報いを必ず自分自身が受けなければならないということを意味する。一般には、悪事を行ったならば、それからの報いを受けなければならないという意味で用いられている。

### 歴史
自業自得の業とは、サンスクリット語ではカルマと言う。これは行いのことを意味して、中国でカルマから翻訳されるときに業の文字が充てられた。自業となれば自分の行いとなり、自得は自分自身が結果を得るという意味である。仏教では全ての結果には必ず原因があるという道理で説かれており、自分の運命とは自業自得であるとされている。仏教での正法念経という経文に出てくる仏教の言葉で、源信による『往生要集』にも引用されていた。『海道記』に自業自得という言葉が出てきており、そこでは冥吏呵責から独り自業自得の断罪に舌を巻いている様が述べられている。『一遍上人語録』にも自業自得という言葉が出てきており、そこでは三毒を行ったために三悪道の苦しみ患いを受けることになるというのは自業自得の道理であるということが述べられている。